# Patatas con costillas adobadas
Las patatas con costillas adobadas son un plato típico de la provincia de Ávila. Las costillas de cerdo  están adobadas con pimentón, orégano, y sal.  Para cocinar este plato es mejor utilizar patatas rojas de tierras frías. 

## Características
Se hace un sofrito de cebolla con ajos y se echan las costillas a rehogar. Cuando esté casi hecho si se quiere se puede también echar medio vaso de vino blanco y que reduzca, antes de echar las patatas cortadas a cascos. Dejar hacer hasta que estén las patatas blandas y servir.
Las costillas de cerdo adobadas pueden estar frescas o también se pueden utilizar las que se dejan secar en el costillar. En climas fríos del interior de la península ibérica es habitual dejar secar las orejas de cerdo, los rabos, las costillas, los lomos y chacinería en general, para utilizarlos después en varios platos típicos de la región.